# Richimund
Richimund was leider van de Sueven in Galicië (Spanje) van 457 tot 460. 

## Context
Na de dood van koning Rechiar brak er onder de Sueven een troonstrijd uit en splitste hun rijk in twee, het noorden, Galicië en het zuiden, Hispania Lusitania. Framta werd heerser in het noorden, Maldras werd heerser van het zuiden. Beide droegen niet de titel van koning of rex. Na de dood van Framta volgde Richimund hem op.  De opvolger van Richimund, Remismund herenigde het land in 464.